# Jeremy Paxman

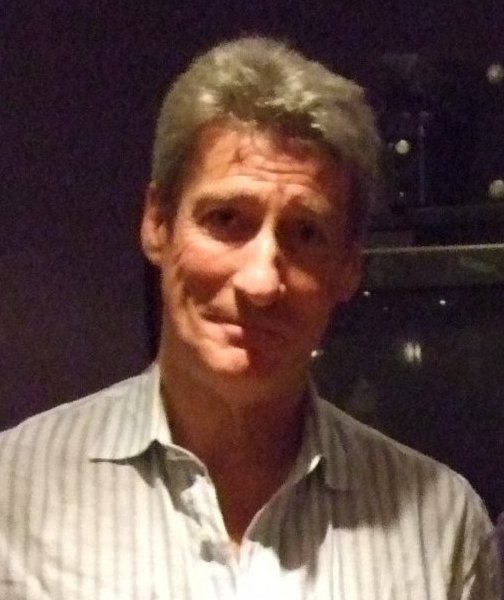
Jeremy Paxman in 2007

Jeremy Dickson Paxman (Leeds, 11 mei 1950) is een Brits journalist en presentator.
Paxman is vooral bekend als presentator van Newsnight, dat hij van 1989 tot 2014 presenteerde. Hij was berucht om zijn ruwe, confronterende interviewstijl. 

## Biografie
Hij groeide op in Yorkshire en Worcestershire en studeerde Engels aan het St Catharine's College te Cambridge. In 1972 kwam hij bij de BBC en verhuisde naar Belfast om over de Troubles te berichten. Hij kwam in 1977 naar Londen en werkte voor de Tonight-redactie en vervolgens voor Panorama, in welke hoedanigheid hij onder andere vanuit Beiroet, Oeganda en Midden-Amerika berichtte. Ook was hij gedurende twee jaar nieuwslezer.
Paxmans gedenkwaardigste interview was dat met Michael Howard op 13 mei 1997, betreffende de mogelijke druk die Howard had uitgeoefend op Derek Lewis, hoofd van de gevangenissen, waarin hij twaalfmaal na elkaar dezelfde vraag stelde: „Dreigde u ermee hem buiten spel te zetten?”
In 2003 hield Tony Blair een publiek debat op televisie omtrent de Britse deelname aan de Oorlog in Irak, dat door Paxman gemodereerd werd. Hij vroeg Blair of deze samen met George Bush bad. Blair lachte en Paxman vroeg: „Waarom lacht u?”, waarop Blair op zijn beurt vroeg, waarom Paxman überhaupt die vraag stelde.
Tijdens de verkiezingsnacht van 2005 vroeg hij om vijf uur ’s ochtends meermaals aan George Galloway of die er trots op was dat hij Oona King, een van de weinige zwarte vrouwelijke parlementsleden, verslagen had. Een doodgemoedereerde Galloway brak het interview af. Paxman geeft ook geregeld kritiek op de BBC zelf en op de slechte kwaliteit van televisie. Hiermee kwam hij in aanvaring met John Birt, die op zijn beurt de harde stijl van Paxman hekelde. In 2006 belandde Paxman in een enquête van de Radio Times op de vierde plaats in de verkiezing van de 'angstaanjagendste' televisiepersoonlijkheden.
Naast Newsnight presenteert hij sinds 1994 de moeilijke quiz University Challenge en is hiermee de langstzittende quizmaster op de Britse televisie. In 2022 kondigde hij aan te stoppen, omdat bij hem de ziekte van Parkinson vastgesteld is.
Hij publiceerde tevens enkele journalistieke boeken, onder andere over chemische wapens. On Royalty was verrassend een verdediging van de constitutionele monarchie, terwijl Paxman in wezen republikeins gezind is. The Victorians: Britain through the Paintings of the Age, was een samenwerkingsverband over de cultuur en kunst van de victorianen, maar verscheen met enkel Paxmans naam op de cover, hetgeen hij ‘nogal onnozel’ vond.
Hij kwam in opspraak met controversiële uitspraken over de Schotten en omschreef het werk van Robert Burns in het Chambers Dictionary als „sentimentele karamelleversjes”. Volgens hem is er een te groot overwicht aan Schotse parlementsleden in Westminster. Desondanks heeft Paxman zelf Schotse voorouders.
Paxmans zus Jenny werkt voor de BBC-radio en zijn broer Giles is de Britse ambassadeur in Mexico.

## Prijzen
In 1996 ontving hij een BAFTA voor zijn journalistieke televisiewerk.

## Publicaties
- 1982 A Higher Form of Killing
- 1985 Through the Volcanoes: A Central American Journey
- 1991 Friends in High Places: Who Runs Britain?
- 1999 The English: A Portrait of a People
- 2003 The Political Animal: An Anatomy
- 2006 On Royalty
- 2009 The Victorians: Britain through the Paintings of the Age